# Alkemisten (novell)
Alkemisten är en novell av den amerikanske författaren H.P. Lovecraft som han skrev redan 1908, som 17- eller 18-åring. Därefter tog han enligt uppgift ett nio år långt uppehåll från att skriva noveller.
Novellen publicerades 1916 i novembernumret av tidskriften United Amateur och blev därmed den första novellen som publicerades av Lovecraft.
I svensk översättning gavs novellen ut 2011 i novellsamlingen Silvernyckeln : och andra alkemiska experiment.

## Handlingen
Historien berättas av greve Antoine de C, vars förfader, Henri de C, för flera hundra år sedan var ansvarig för dödandet av den mörke häxmästaren Michel Mauvais. Dennes son, Charles le Sorcier, svor att hämnas, men inte bara på Henri, utan även på alla hans ättlingar. När han dödade Henri som hämnd, satte han samtidigt förbannelsen, att ingen ättling skulle nå en högre ålder än Henri och därför dö vid högst 32 års ålder.